# Michael Möller
Michael Möller ( 1957 ) es un botánico alemán, especializado en Gesneriaceae. Desarrolla actividades académicas en Kew Gardens.

## Algunas publicaciones
- w.h. Chen, m. Möller, m.d. Zhang, y.m. Shui. 2012. Paraboea hekouensis and P. manhaoensis, two new species of Gesneriaceae from China. Annales Botanici Fennici 49:179-187

- f. Christie, s. Barber, m Möller. 2012. New chromosome counts in Old World Gesneriaceae: numbers for species hitherto regarded as Chirita, and their systematic and evolutionary significance. Edinburgh J. of Botany 69 (2): 323-345

- l.m. Gao, z.r. Zhang, p. Zhou, m. Möller, d.z. Li. 2012. Microsatellite makers developed for Corallodiscus lanuginosus (Gesneriaceae) using the FIASCO approach. Am. J. of Botany, Primer Notes & Protocols in Plant Sci. en prensa

- k. Jong, f. Christie, j.h. Paik, s.m. Scott, m. Möller. 2012. Unusual morphological and anatomical features of two woody Madagascan endemics, Streptocarpus papangae and S. suffruticosus (Gesneriaceae), and their potential taxonomic value. South African J. of Botany 80:44-56
- La abreviatura «Mich.Möller» se emplea para indicar a Michael Möller como autoridad en la descripción y clasificación científica de los vegetales.[2]